# Dwergvireo
De dwergvireo (Vireo nelsoni) is een zangvogel uit de familie Vireonidae (vireo's). De vogel werd in 1936 beschreven door de Amerikaanse ornitholoog James Bond en genoemd naar de natuuronderzoeker Edward William Nelson.

## Herkenning
De vogel is 10 tot 11 cm lang en weegt 8,1 tot 9,4 g. Als alle vireo's uit dit geslacht heeft de vogel een dubbele witte vleugelstreep. De kruin en de nek zijn donkergrijs; er is een oogring en er loopt een brede oogstreep naar voren tot de snavel. Van boven is de vogel verder  ook donkergrijs met een waas van groen en naar de stuit toe duidelijker groenig. De keel is lichtgrijs, de borst is bleek grijs tot gelig en naar de buik toe steeds lichter geel wordend. De poten zijn loodgrijs, de ogen zijn roodachtig en de snavel is bijna zwart.

## Verspreiding en leefgebied
Deze soort is endemisch in zuidwestelijk Mexico. Het leefgebied bestaat uit vrij droog landschap met struikgewas, afgewisseld met eiken en cypressoorten

## Status
De soort heeft een groot verspreidingsgebied en daardoor is de kans op de status  kwetsbaar (voor uitsterven) gering. De grootte van de wereldpopulatie is niet gekwantificeerd. Men veronderstelt dat de soort in aantal stabiel is. Om deze redenen staat de dwergvireo als niet bedreigd op de Rode Lijst van de IUCN.